# VOZ
VOZ es una empresa estadounidense de medios de comunicación hispanos, fundada en 2022 por Orlando Salazar junto con Pablo Kleinman. Su sede está en Las Colinas (Estados Unidos).

## Historia
Orlando Salazar fundó VOZ en 2022 y es su Director Ejecutivo. También es desarrollador de emprendimientos inmobiliarios comerciales y propietario de una empresa ganadera. Salazar, que fue vicepresidente de la Asamblea Nacional Hispana Republicana según está consignado en su página de Facebook, se ha referido a los contenidos de Voz Media como "de centro derecha".
Su cofundador, Pablo Kleinman, quien se desempeña como Director de Operaciones de la compañía, es una figura muy conocida en los medios y círculos políticos hispanos estadounidenses. Fue presentador de su propio programa diario de entrevistas en Univision Radio hasta principios de 2021. Anteriormente fundó varias empresas de tecnología y medios de comunicación, e hizo una breve incursión en la política como candidato al Congreso y miembro del Comité Ejecutivo del Partido Republicano de California.
Según The Dallas Morning News, VOZ aspira a convertirse en un rival de centro-derecha de los canales dominantes en español en los Estados Unidos, Univisión y Telemundo. Los colaboradores de VOZ incluyen a reconocidos periodistas de habla hispana, influencers de Internet, así como miembros de grupos hispanos conservadores, exfuncionarios que sirvieron en la presidencia de Donald Trump y miembros del America First Policy Institute, un grupo de expertos pro-Trump.
En febrero de 2023, Voz Media anunció que compraría Mega TV, la operación de televisión en red de Spanish Broadcasting System (SBS), por 64 millones de dólares, pero SBS declaró terminado el acuerdo en septiembre de 2023 y dijo que intentaría vender Mega TV a otros compradores. El acuerdo, si se hubiera completado, habría cuadruplicado la fuerza laboral de Voz e incluido bienes raíces de Mega TV en Florida y Puerto Rico.
Hacia el año 2023, VOZ contaba con oficinas y estudios en el área de Dallas, en Miami y en Madrid.